# Altona Coastal Park
Altona Coastal Park är en park i Australien. Den ligger i kommunen Hobsons Bay och delstaten Victoria, omkring 10 kilometer sydväst om delstatshuvudstaden Melbourne. Altona Coastal Park ligger 4 meter över havet.
Trakten är tätbefolkad. Närmaste större samhälle är Melbourne, omkring 11 kilometer nordost om Altona Coastal Park. 
Genomsnittlig årsnederbörd är 971 millimeter. Den regnigaste månaden är juni, med i genomsnitt 115 mm nederbörd, och den torraste är januari, med 34 mm nederbörd.